# Truccazzano
Truccazzano ist eine Gemeinde mit 5830 Einwohnern (Stand 31. Dezember 2023) in der Metropolitanstadt Mailand, Region Lombardei.
Die Nachbarorte von Truccazzano sind Cassano d’Adda, Pozzuolo Martesana, Melzo, Rivolta d’Adda (CR), Liscate und Comazzo (LO).

## Bevölkerungsentwicklung
Truccazzano zählt 1951 Privathaushalte. Zwischen 1991 und 2001 stieg die Einwohnerzahl von 3756 auf 4353. Dies entspricht einem prozentualen Zuwachs von 15,9 %.